# UFC Fight Night: Kim vs. Hathaway
The Ultimate Fighter China Finale: Kim vs. Hathaway (ou UFC Fight Night: Kim vs. Hathaway) foi um evento de artes marciais mistas promovido pelo Ultimate Fighting Championship, ocorrido em 1 de março de 2014, na CotaiArena, em Cotai, Macau.

## Background
O evento principal foi a luta entre os meio-médios Dong Hyun Kim e John Hathaway, além disso, o evento ainda recebeu a final do The Ultimate Fighter: China no Peso Meio Médio, onde o vencedor terá um contrato garantido com o UFC. A categoria peso-pena também teria uma final entre Guangyou e Jianping Yang, porém, uma lesão de um dos lutadores os impediu de lutar no evento. A luta será remarcada para um futuro card na Ásia.
Zak Cummings enfrentaria Alberto Miná no evento, porém Cummings ultrapassou 8 pounds o limite de 170 libras da categoria. Mina não aceitou enfrentar o adversário com seu peso e a luta foi riscada do card.

## Card Oficial
Nota 1 Final de Meio-Médios do The Ultimate Fighter: China.

## Bônus da Noite
- Luta da Noite:  Yui Chul Nam vs.  Kazuki Tokudome
- Performance da Noite:  Matt Mitrione e  Dong Hyun Kim

## Ligações Externas
1. ↑  Nota 1